# Letališče Kittilä
Letališče Kittilä je letališče na Finskem, ki primarno oskrbuje Kittilö.